# Peter Drobach
Peter Anthony Drobach (23 de noviembre de 1890 - 24 de noviembre de 1947) fue un ciclista estadounidense, profesional desde el 1908 hasta el 1922. Destacó en las cursas de seis días donde consiguió cuatro victorias.

## Palmarés
- 1910
  - 1º en los Seis días de Buffalo (con Alfred Hill)
- 1912
  - 1º en los Seis días de Buffalo (con Paddy Hehir)
  - 1º en los Seis días de Newark (con Paddy Hehir)
  - 1º en los Seis días de Indianápolis (con Paddy Hehir)